# Jorge Amat
Pour les articles homonymes, voir Amat.
Jorge Amat, né en 1949, est un réalisateur de cinéma et télévision et un photographe français, fils de Federico Melchor, dirigeant communiste espagnol et de la peintre Victòria Pujolar Amat, républicains espagnols, exilés en France après le coup d'État de Franco.

## Biographie
Jorge Amat fait ses études d'art plastique et cinéma à l'université Paris-VIII. Il suit les cours de Gilles Deleuze, François Chatelet, Jean Painlevé, Jacques Rivette et Roger Dadoun.
Il débute dans le cinéma comme assistant et conseiller panique de Fernando Arrabal. Il réalise quatre longs métrages de fiction.
Tout en continuant à faire des photos, il réalise plusieurs documentaires politiques sur les brigades internationales en Espagne, l’extrême gauche en Italie, la résistance et la lutte armée en France, la mafia en Sicile et plus généralement sur ceux qui résistent à l'oppression.

## Filmographie
- 2022 : film "Voces en la noche", 87 min ; Les Espagnols en France et Espagne de Mai 68 à la mort de Franco en 1974.
- 2022 : Mai 68 au masculin, Utopiart films, 87 min ; distribution Le Saint André des Arts, Paris.
- 2020 : Les 7 vies de Madeleine Riffaud[2], Paris, Doriane films, 2021, 158 min
- 2019 : Filles de Mai, documentaire (de mai 1968 au féminisme), conseillère scientifique Anne Querrien[3], 94 min ; distribution Le Saint-André-des-Arts, Paris
- 2017 : Les Résistants du train fantôme, 84 min ; écrit par Guy Scarpetta ; avec Guy Scarpetta, Raymond Levy, Jacques Sylberfeld, Christian de Roquemaurel, Ange Alvarez ; télévision : 2016, 52 min, diffusion FR3
- 2013 : Léo Bassi l'anti-pape de Lavapies, documentaire TV, sur un clown philosophe, 52 min, Arte
- 2013 : Génération Ferré, documentaire TV, 52 min, Arte
- 2011 : L'Instinct de Résistance, documentaire ; avec Stéphane Hessel, Pierre Daix, Armand Gatti, Serge Silberman ; voix off Féodor Atkine ; musique Jean-Louis Valero
- 2010 : La France des camps-1938-1946, documentaire TV, écrit avec Denis Peschanski, 90 min, production Compagnie des Phares et Balises[4]
- 2008 : Maréchal nous voilà ? La propagande sous Vichy[5], documentaire TV, écrit avec Denis Peschanski, 63 min, production Compagnie des Phares et Balises ; 1re diffusion sur France 2 le 23 octobre 2008
- 2007 : Sonate pour un fugitif, 79 min ; fiction dramatique avec Ainara Iribas et Jorge Flores
- 2006 : À la recherche de Kafka, 75 min ; fiction dramatique avec Albert Delpy, Tom Novembre, Juliette Andréa
- 2006 : La Traque de l’affiche rouge[6], avec Denis Peschanski, docu-fiction TV (comment la police a fait tomber le groupe Manouchian), 72 min, production compagnie des Phares et Balises en collaboration avec la Fondation Gabriel Péri et L’Humanité
- 2005 : Dado Tagueur, documentaire, 70 min
- 2005 : Entretien avec Patrick Roegiers et Olivier O. Olivier, 40 min
- 2004 : Témoins de la libération de Paris, documentaire TV, 52 min
- 2004 : Avoir 20 ans en août 1944, documentaire TV (sur la Libération de Paris vécue par Madeleine Riffaud), 90 min
- 2003 : Voyage en Oxyplatine, 65 min ; sélectionné au festival de San Sebastián 2003
- 2003 : La Voix de Jean Moulin, documentaire TV (sur la résistance et la mort de Jean Moulin, 90 min
- 2003 : Le Trésor de Yamashita, documentaire TV (sur le butin de guerre japonais aux Philippines, 52 min
- 2003 : L'Espoir pour mémoire, documentaire TV (chronique des Brigades internationales en Espagne, 1936-39), 3 x 55 min
- 2003 : Ciao Bella Ciao, documentaire TV (l'exil des gauchistes italiens en France) avec Toni Negri filmé à la prison de la Rébibia et l’écrivain fugitif Cesare Battisti, 61 min et 80 min
- 2003 : L'Œil du Consul, documentaire TV (la guerre des Boxers et la Chine en 1900), 52 min
- 1997 : Les Paradoxes de Bunuel, 80 min ; avec Michel Piccoli, Jean-Claude Carrière ; festivals de Venise, de Tokyo et de San Sebastián en 1997
- 1984 : Clin d'œil, fiction dramatique ; sélection festival de San Sebastián
- 1974 : La mort de l'utopie, 61 min, avec Emmanuelle Riva, José Luis Aguirre, Charlotte Trench, Juliette Noessi, Petrica Ionesco, Christian Van Cau.
- 1973 : Le complexe d'Erostatus, d’après Jean-Paul Sartre, 60 min
- 1970 : Les avortés, film de recherche, 10 min

## Photographie
Jorge Amat expose depuis 20 ans dans diverses galeries à Paris et Madrid.
- Paris : galerie La Pierre rue Mazarine ; photos relation homme animaux et leur signe zodiacal (1979)
- Paris : Galerie Beaubourg (2007 - photos sur toile)
- Madrid : Galerie Pelayo (1985)
- Centre culturel Neuilly (2009 et 2011)

## Publications
- Les Incontournables de l’opéra (Filipacchi)
- Obsessions nocturnes, livre de photos avec un DVD making-off, texte de Jacques Henric, éditions Édite, 2006  (ISBN 2-84608-194-8) Prix Sade 2006 du livre d'art[7].